# Heteroerythrops purpura
Heteroerythrops purpura är en kräftdjursart som beskrevs av O. Tattersall 1955. Heteroerythrops purpura ingår i släktet Heteroerythrops och familjen Mysidae. Inga underarter finns listade i Catalogue of Life.